# Alan Shearer
Alan Shearer OBE (Gosforth (Newcastle upon Tyne), 13 augustus 1970) is een Engels voormalig voetballer. Hij geldt met 260 doelpunten in de Premier League als een van de beste Britse aanvallers ooit. Na zijn voetbalcarrière werd Shearer kortstondig voetbalcoach, en werd hij commentator bij het BBC-voetbalprogramma Match of the Day.
In achttien seizoenen profvoetbal scoorde Shearer 379 doelpunten, waarvan 283 doelpunten in de Engelse hoogste klasse. Shearer is de topschutter aller tijden van de Premier League met 260 doelpunten. Hij speelde tussen 1988 en 2006 achtereenvolgens voor Southampton, Blackburn Rovers en Newcastle United. In 63 interlands voor Engeland trof hij 30 maal doel.

## Clubcarrière
Shearer begon met voetballen in de elftallen van Gosforth High School en Wallsend Boys Club en speelde daar voornamelijk op het middenveld. Hierna speelde hij nog een jaar voor Calmington Juniors.
Shearer begon zijn profloopbaan bij Southampton, waar hij vier seizoenen zou voetballen. In zijn debuutwedstrijd maakte hij, op 17-jarige leeftijd, een hattrick tegen Arsenal. Hij was bij Southampton, waar hij samenspeelde met Matthew Le Tissier, goed voor 23 competitiedoelpunten. In de zomer van 1992 maakte hij de overstap naar Blackburn Rovers FC voor £3.600.000, toentertijd een Engels record. Bij Blackburn begon Shearer echt faam te maken. In de seizoenen 1993/94, 1994/95 en 1995/96 maakte hij 96 doelpunten in 117 competitiewedstrijden. Hij scoorde in elk van de seizoenen meer dan 30 doelpunten. In het seizoen 1994/95 won hij bovendien de Premier League. In die tijd speelde hij samen met Chris Sutton en deze twee waren het dodelijkste aanvalsduo van Engeland. Shearer won drie keer op rij de Premier League Golden Boot.
In 1996 maakte hij de overstap naar Newcastle United, de club uit zijn geboorteplaats, voor £15.000.000. Dit was de hoogste transfersom ter wereld die op dat moment voor een voetballer betaald was. Ook hier bleef hij scoren en werd een clubheld. Shearer won echter geen enkele prijs in al zijn seizoenen bij de club. Diverse malen probeerde Manchester United FC hem aan te trekken, maar steeds wees Shearer dit af. Op 4 februari 2006 maakte Shearer zijn 201ste goal voor Newcastle en overtrof daarmee het record van Jackie Milburn.
Zijn laatste profwedstrijd speelde hij op 17 april 2006. In die wedstrijd tegen Newcastles aartsrivaal Sunderland AFC werd met 4-1 gewonnen, maar liep Shearer een knieblessure op. Daarmee werd het afscheid van zijn carrière vervroegd met drie wedstrijden. De invoering van de huidige Engelse competitieformule daar gelaten - hij begon te scoren in de Premier League vanaf het oprichtingsjaar 1992/93 -, maakte Shearer gedurende zijn carrière 283 competitiedoelpunten. In zijn testimonial tegen het Schotse Celtic FC gaf hij de aftrap, maar speelde niet mee vanwege de knieblessure, tot er in de toegevoegde tijd een strafschop gefloten werd, die door Shearer benut werd.
Op 1 april 2009 werd Shearer door Newcastle aangesteld als teammanager. Zijn eerste klus was om de club te behoeden voor degradatie. Hier slaagde hij niet in.
Na zijn actieve loopbaan werd hij voetbalanalist in het programma Match of the Day.

## Interlandcarrière
Zijn debuut voor het Engels voetbalelftal maakte Shearer op 19 februari 1992 in een vriendschappelijke wedstrijd tegen Frankrijk, net als verdediger Martin Keown en Rob Jones. Engeland won dat duel met 2-0; Shearer nam het openingsdoelpunt voor zijn rekening, waarna Gary Lineker in de 73ste minuut de eindstand op 2-0 bepaalde.
Na Euro 2000 bedankte hij als international.
| Interlands van Alan Shearer voor Engeland | Interlands van Alan Shearer voor Engeland | Interlands van Alan Shearer voor Engeland | Interlands van Alan Shearer voor Engeland | Interlands van Alan Shearer voor Engeland | Interlands van Alan Shearer voor Engeland |
| №                                         | Datum                                     | Wedstrijd                                 | Uitslag                                   | Competitie                                | Goals                                     |
| ----------------------------------------- | ----------------------------------------- | ----------------------------------------- | ----------------------------------------- | ----------------------------------------- | ----------------------------------------- |
| 1                                         | 19 Feb 1992                               | Engeland – Frankrijk                      | 2–0                                       | Vriendschappelijk                         | Goal                                      |
| 2                                         | 29 Apr 1992                               | GOS – Engeland                            | 2–2                                       | Vriendschappelijk                         |                                           |
| 3                                         | 14 Jun 1992                               | Frankrijk – Engeland                      | 0–0                                       | EK-eindronde                              |                                           |
| 4                                         | 09 Sep 1992                               | Spanje – Engeland                         | 1–0                                       | Vriendschappelijk                         |                                           |
| 5                                         | 14 Oct 1992                               | Engeland – Noorwegen                      | 1–1                                       | WK-kwalificatie                           |                                           |
| 6                                         | 18 Nov 1992                               | Engeland – Turkije                        | 4–0                                       | WK-kwalificatie                           | Goal                                      |
| 7                                         | 13 Oct 1993                               | Nederland – Engeland                      | 2–0                                       | WK-kwalificatie                           |                                           |
| 8                                         | 09 Mar 1994                               | Engeland – Denemarken                     | 1–0                                       | Vriendschappelijk                         |                                           |
| 9                                         | 17 May 1994                               | Engeland – Griekenland                    | 5–0                                       | Vriendschappelijk                         | Goal                                      |
| 10                                        | 22 May 1994                               | Engeland – Noorwegen                      | 0–0                                       | Vriendschappelijk                         |                                           |
| 11                                        | 07 Sep 1994                               | Engeland – Verenigde Staten               | 2–0                                       | Vriendschappelijk                         | Goal · Goal                               |
| 12                                        | 12 Oct 1994                               | Engeland – Roemenië                       | 1–1                                       | Vriendschappelijk                         |                                           |
| 13                                        | 16 Nov 1994                               | Engeland – Nigeria                        | 1–0                                       | Vriendschappelijk                         |                                           |
| 14                                        | 15 Feb 1995                               | Ierland – Engeland                        | 0–0                                       | Vriendschappelijk                         |                                           |
| 15                                        | 03 Jun 1995                               | Engeland – Japan                          | 2–1                                       | Vriendschappelijk                         |                                           |
| 16                                        | 08 Jun 1995                               | Engeland – Zweden                         | 3–3                                       | Vriendschappelijk                         |                                           |
| 17                                        | 11 Jun 1995                               | Engeland – Brazilië                       | 1–3                                       | Vriendschappelijk                         |                                           |
| 18                                        | 06 Sep 1995                               | Engeland – Colombia                       | 0–0                                       | Vriendschappelijk                         |                                           |
| 19                                        | 11 Oct 1995                               | Noorwegen – Engeland                      | 0–0                                       | Vriendschappelijk                         |                                           |
| 20                                        | 15 Nov 1995                               | Engeland – Zwitserland                    | 3–1                                       | Vriendschappelijk                         |                                           |
| 21                                        | 12 Dec 1995                               | Engeland – Portugal                       | 1–1                                       | Vriendschappelijk                         |                                           |
| 22                                        | 18 May 1996                               | Engeland – Hongarije                      | 3–0                                       | Vriendschappelijk                         |                                           |
| 23                                        | 23 May 1996                               | China – Engeland                          | 0–3                                       | Vriendschappelijk                         |                                           |
| 24                                        | 08 Jun 1996                               | Engeland – Zwitserland                    | 1–1                                       | EK-eindronde                              | Goal                                      |
| 25                                        | 15 Jun 1996                               | Engeland – Schotland                      | 2–0                                       | EK-eindronde                              | Goal                                      |
| 26                                        | 18 Jun 1996                               | Engeland – Nederland                      | 4–1                                       | EK-eindronde                              | Goal · Goal                               |
| 27                                        | 22 Jun 1996                               | Engeland – Spanje                         | 0–0                                       | EK-eindronde                              |                                           |
| 28                                        | 26 Jun 1996                               | Engeland – Duitsland                      | 1–1                                       | EK-eindronde                              | Goal                                      |
| 29                                        | 01 Sep 1996                               | Moldavië – Engeland                       | 0–3                                       | WK-kwalificatie                           | Goal                                      |
| 30                                        | 09 Oct 1996                               | Engeland – Polen                          | 2–1                                       | WK-kwalificatie                           | Goal · Goal                               |
| 31                                        | 12 Feb 1997                               | Engeland – Italië                         | 0–1                                       | WK-kwalificatie                           |                                           |
| 32                                        | 30 Apr 1997                               | Engeland – Georgië                        | 2–0                                       | WK-kwalificatie                           | Goal                                      |
| 33                                        | 31 May 1997                               | Polen – Engeland                          | 0–2                                       | WK-kwalificatie                           | Goal                                      |
| 34                                        | 07 Jun 1997                               | Frankrijk – Engeland                      | 0–1                                       | Tournoi de France                         | Goal                                      |
| 35                                        | 10 Jun 1997                               | Brazilië – Engeland                       | 1–0                                       | Tournoi de France                         |                                           |
| 36                                        | 11 Feb 1998                               | Engeland – Chili                          | 0–2                                       | Vriendschappelijk                         |                                           |
| 37                                        | 25 Mar 1998                               | Zwitserland – Engeland                    | 1–1                                       | Vriendschappelijk                         |                                           |
| 38                                        | 22 Apr 1998                               | Engeland – Portugal                       | 3–0                                       | Vriendschappelijk                         | Goal                                      |
| 39                                        | 23 May 1998                               | Engeland – Saoedi-Arabië                  | 0–0                                       | Vriendschappelijk                         |                                           |
| 40                                        | 15 Jun 1998                               | Engeland – Tunesië                        | 2–0                                       | WK-eindronde                              | Goal                                      |
| 41                                        | 22 Jun 1998                               | Roemenië – Engeland                       | 2–1                                       | WK-eindronde                              |                                           |
| 42                                        | 26 Jun 1998                               | Colombia – Engeland                       | 0–2                                       | WK-eindronde                              |                                           |
| 43                                        | 30 Jun 1998                               | Argentinië – Engeland                     | 2–2                                       | WK-eindronde                              | Goal                                      |
| 44                                        | 05 Sep 1998                               | Zweden – Engeland                         | 2–1                                       | EK-kwalificatie                           | Goal                                      |
| 45                                        | 10 Oct 1998                               | Engeland – Bulgarije                      | 0–0                                       | EK-kwalificatie                           |                                           |
| 46                                        | 14 Oct 1998                               | Luxemburg – Engeland                      | 0–3                                       | EK-kwalificatie                           | Goal                                      |
| 47                                        | 10 Feb 1999                               | Engeland – Frankrijk                      | 0–2                                       | Vriendschappelijk                         |                                           |
| 48                                        | 27 Mar 1999                               | Engeland – Polen                          | 3–1                                       | EK-kwalificatie                           |                                           |
| 49                                        | 28 Apr 1999                               | Hongarije – Engeland                      | 1–1                                       | Vriendschappelijk                         | Goal                                      |
| 50                                        | 05 Jun 1999                               | Engeland – Zweden                         | 0–0                                       | EK-kwalificatie                           |                                           |
| 51                                        | 09 Jun 1999                               | Bulgarije – Engeland                      | 1–1                                       | EK-kwalificatie                           | Goal                                      |
| 52                                        | 04 Sep 1999                               | Engeland – Luxemburg                      | 6–0                                       | EK-kwalificatie                           | Goal · Goal · Goal                        |
| 53                                        | 08 Sep 1999                               | Polen – Engeland                          | 0–0                                       | EK-kwalificatie                           |                                           |
| 54                                        | 10 Oct 1999                               | Engeland – België                         | 2–1                                       | Vriendschappelijk                         | Goal                                      |
| 55                                        | 13 Nov 1999                               | Schotland – Engeland                      | 0–2                                       | EK-kwalificatie                           |                                           |
| 56                                        | 17 Nov 1999                               | Engeland – Schotland                      | 0–1                                       | EK-kwalificatie                           |                                           |
| 57                                        | 23 Feb 2000                               | Engeland – Argentinië                     | 0–0                                       | Vriendschappelijk                         |                                           |
| 58                                        | 27 May 2000                               | Engeland – Brazilië                       | 1–1                                       | Vriendschappelijk                         |                                           |
| 59                                        | 31 May 2000                               | Engeland – Oekraïne                       | 2–0                                       | Vriendschappelijk                         |                                           |
| 60                                        | 03 Jun 2000                               | Malta – Engeland                          | 1–2                                       | Vriendschappelijk                         |                                           |
| 61                                        | 12 Jun 2000                               | Portugal – Engeland                       | 3–2                                       | EK-eindronde                              |                                           |
| 62                                        | 17 Jun 2000                               | Engeland – Duitsland                      | 1–0                                       | EK-eindronde                              | Goal                                      |
| 63                                        | 20 Jun 2000                               | Engeland – Roemenië                       | 2–3                                       | EK-eindronde                              | Goal                                      |

## Videogame
In 1998 is er door softwareontwikkelaar Gremlin Interactive in de videogamereeks Actua Soccer een voetbalgame gemaakt omtrent Alan Shearer. In dit videospel is hij de enige herkenbare nagemaakte voetballer.

## Clubstatistieken
| Seizoen     | Club             | Competitie     | Competitie | Competitie | Competitie | Beker | Beker | Beker | Internationaal | Internationaal | Internationaal | Totaal | Totaal | Totaal |
| Seizoen     | Club             | Competitie     | Wed.       | Dlp.       | Ass.       | Wed.  | Dlp.  | Ass.  | Wed.           | Dlp.           | Ass.           | Wed.   | Dlp.   | Ass.   |
| ----------- | ---------------- | -------------- | ---------- | ---------- | ---------- | ----- | ----- | ----- | -------------- | -------------- | -------------- | ------ | ------ | ------ |
| 1987/88     | Southampton FC   | First Division | 5          | 3          | 0          | 0     | 0     | 0     | —              | —              | —              | 5      | 3      | 0      |
| 1988/89     | Southampton FC   | First Division | 10         | 0          | 0          | 0     | 0     | 0     | —              | —              | —              | 10     | 0      | 0      |
| 1989/90     | Southampton FC   | First Division | 26         | 3          | 0          | 3     | 0     | 0     | —              | —              | —              | 29     | 3      | 0      |
| 1990/91     | Southampton FC   | First Division | 36         | 4          | 2          | 8     | 7     | 0     | —              | —              | —              | 44     | 11     | 2      |
| 1991/92     | Southampton FC   | First Division | 41         | 13         | 0          | 2     | 1     | 0     | —              | —              | —              | 43     | 14     | 0      |
| Club Totaal | Club Totaal      | Club Totaal    | 118        | 23         | 2          | 13    | 8     | 0     | 0              | 0              | 0              | 131    | 32     | 2      |
| 1992/93     | Blackburn Rovers | Premier League | 21         | 16         | 4          | 0     | 0     | 0     | —              | —              | —              | 21     | 16     | 4      |
| 1993/94     | Blackburn Rovers | Premier League | 40         | 31         | 4          | 6     | 2     | 0     | —              | —              | —              | 46     | 33     | 4      |
| 1994/95     | Blackburn Rovers | Premier League | 42         | 34         | 13         | 5     | 2     | 2     | 2              | 1              | 0              | 49     | 37     | 15     |
| 1995/96     | Blackburn Rovers | Premier League | 35         | 31         | 4          | 5     | 5     | 0     | 6              | 1              | 3              | 46     | 37     | 7      |
| Club Totaal | Club Totaal      | Club Totaal    | 138        | 112        | 25         | 16    | 9     | 2     | 8              | 2              | 3              | 162    | 123    | 30     |
| 1996/97     | Newcastle United | Premier League | 31         | 25         | 7          | 5     | 2     | 1     | 4              | 1              | 1              | 40     | 28     | 9      |
| 1997/98     | Newcastle United | Premier League | 17         | 2          | 1          | 6     | 5     | 0     | —              | —              | —              | 23     | 7      | 1      |
| 1998/99     | Newcastle United | Premier League | 30         | 14         | 5          | 8     | 6     | 2     | 2              | 1              | 0              | 40     | 21     | 7      |
| 1999/00     | Newcastle United | Premier League | 37         | 23         | 7          | 7     | 5     | 5     | 6              | 2              | 1              | 50     | 30     | 13     |
| 2000/01     | Newcastle United | Premier League | 19         | 5          | 2          | 4     | 2     | 0     | —              | —              | —              | 23     | 7      | 2      |
| 2001/02     | Newcastle United | Premier League | 37         | 23         | 4          | 9     | 4     | 2     | —              | —              | —              | 46     | 27     | 6      |
| 2002/03     | Newcastle United | Premier League | 35         | 17         | 4          | 1     | 1     | 0     | 12             | 7              | 2              | 48     | 25     | 6      |
| 2003/04     | Newcastle United | Premier League | 37         | 22         | 4          | 3     | 0     | 1     | 12             | 6              | 1              | 52     | 28     | 6      |
| 2004/05     | Newcastle United | Premier League | 28         | 7          | 2          | 5     | 1     | 2     | 9              | 11             | 0              | 42     | 19     | 4      |
| 2005/06     | Newcastle United | Premier League | 32         | 10         | 4          | 5     | 2     | 0     | 4              | 2              | 0              | 41     | 14     | 4      |
| Club Totaal | Club Totaal      | Club Totaal    | 303        | 148        | 40         | 53    | 28    | 13    | 49             | 30             | 5              | 405    | 206    | 58     |
| TOTAAL      | TOTAAL           | TOTAAL         | 559        | 283        | 67         | 82    | 45    | 15    | 57             | 32             | 8              | 698    | 360    | 90     |